# Correllums
El Correllums és un espectacle de carrer, itinerant, que fa una revisió del tradicional correfoc, però sense foc ni pólvora. Les forques de llum làser, el qual substitueix aquests elements, generen unes figures volumètriques de llum que es projecten sobre núvols de fum que fan visibles les imatges. L'espectacle ofereix una mirada innovadora sobre la cultura popular amb una revisió dels balls dels diables i els correfocs. Es va veure als carrers per primer cop en la Fira Mediterrània de Manresa del 2023.
Va ser desenvolupat per la productora d'espectacles Bàcum amb la idea de simular un correfoc de tal manera que sigui apte per als que l'hi tenen por. A partir del disseny d'unes forques que, a través de l'ordinador, poguessin emetre rajos làser giratoris, van tenir-ne un primer prototip l'any 2019, però va requerir més de dos anys d'experimentació per ser presentat en societat amb tot el que l'acompanya. La Fira Mediterrània de Manresa va oferir a la productora que col·laborés amb l'entitat manresana Xàldiga, que s'encarrega d'organitzar el correfoc a la capital del Bages, i a l'estrena de l'espectacle hi van participar sis diables de Xàldiga i dues ballarines de Bàcum, començant amb l'encesa típica d'un correfoc per, tot seguit, continuar amb el ball de la diablessa i acabar amb el ceptrot —una forca grossa— que fa una "explosió de llums". El Correllums dibuixa coreografies lumíniques en parets, sostres i a l’aire a molta alçada gràcies a la combinació del làser i el fum, essent aquest darrer el factor que més fa recordar el correfoc.
Tot i tenir l'estrena absoluta l'octubre del 2023, ja havia aparegut en informacions preliminars dels continguts de la Fira Mediterrània tant l'any 2021 com l'any 2022.